# Дмитро Костянтинович
Дмитро Костянтинович (нар. 1322 — †5 липня 1383) — князь Суздальський з 1356 року, великий князь Суздальсько-Нижньоновгородський з 1365 року, між 1360 та 1363 роками — великий князь Володимирський.
1355 року після смерті батька отримав суздальське князівство. Багато приділив уваги для відродження господарства. декілька разів вимушений був відбивати напади ушкуйників.
У 1366—1382 він діяв вже як союзник московського князя. У 1365 році помер Андрій Костянтинович, й, поки Дмитро Костянтинович чекав ярлика на князювання від хана Азіза, його молодший брат Борис Костянтинович здобув собі ярлик в іншого ординського хана Пулад-Ходжи.
1366 року Нижній Новгород зазнав нападу ушкуйників, які розграбували місто окрім фортеці. У 1367 році в нижньогородські межі вторглися ординці на чолі з Булат-Теміром. У битві біля річки Сундовік вони були розбиті й запроторені за П'яну. У 1370 році нижньогородські князі допомагали змістити з престолу у Болгарі хана Осана й замінити його на Салтана. На 1370-ті роки припав розквіт князівства. У 1372 році було засновано місто Курмиш на Сурі. 1375 року ушкуйники пограбували околиці Нижнього Новгорода, насамперед квартали, населення купцями і  ремісниками-мусульманами. 
У 1376 році, нижньогородці, разом з московитами, здійснили похід на Булгарський улус, знову взяли Болгар й посадили там свого «даригу». У 1377 році в битві над П'яною військо князя Дмитра Костянтиновича було розбите, а Нижній Новгород спалено військами під проводом Арабшах—хана. 1378 року Вятська республіка добровільно визнає зверхність Дмитра Костянтиновича.
1383 року після смерті Дмитра почалася боротьба за велике князівство Нижньогородське між його братом Борисом і синами Василем й Семеном.

## Життєпис

### Діти
- Василь Дмитрович Кирдяпа — родоначальник князівського роду Шуйських
- Семен Дмитрович — помер у 1402 році у вигнанні у В'ятці
- Іван Дмитрович — загинув у 1377 році
- Марія Дмитрівна — вийшла заміж за московського боярина Миколу Васильовича Вельяминова
- Євдокія Дмитрівна — вийшла заміж за Дмитра Донського, померла у 1407